# Emil Fey
Emil Fey, född 23 mars 1886 i Wien, död där 16 mars 1938, var en österrikisk militär och politiker. Han var Österrikes vicekansler från 1933 till 1934.

## Biografi
Emil Fey deltog med stor utmärkelse i första världskriget som officer, nådde majors grad och erhöll de högsta militära dekorationer. Han var efter freden verksam inom de österrikiska officerarnas organisationsarbete och ägnade sig även åt hemvärnsrörelsen samt blev 1930 hemvärnets ledare i Wien. År 1932 blev han statssekreterare och 1933 minister för den inre säkerheten och vicekansler. Fey var en av de ledande vid socialdemokraternas kuvande i februari 1934 och organiserade även kampen mot den växande nationalsocialistiska rörelsen. Samtidigt tog han livlig del i det invecklade intrigspelet inom den austrofascistiska rörelsen samt stod på ytterst spänd fot med hemvärnsledaren Ernst Rüdiger Starhemberg, som i maj 1934 ersatte honom som vicekansler. Under kuppen i samband med mordet på Engelbert Dollfuss i juli 1934 vistades Fey vid dennes sida i förbundskansliet och hölls inspärrad. Hans uppträdande gav dock anledning till misstankar för maskopi med kuppmännen, varifrån han dock 1937 helt frikändes av en hedersdomstol. Han behöll sitt ministerium under Kurt Schuschnigg till 1935, då han på grund av motsättningen till Starhemberg även berövades ledningen av Wiens hemvärn. Han hade dock fortsatt ett visst inflytande inom hemvärnsrörelsen och kunde 1936 bjuda Starhemberg motstånd, men avlägsnades samma år av Schuschnigg. I samband med den tyska inmarschen i Österrike i mars 1938 sköt Fey sin hustru Malwine och begick därefter självmord. Även sonen Herbert begick självmord.